# Nylon

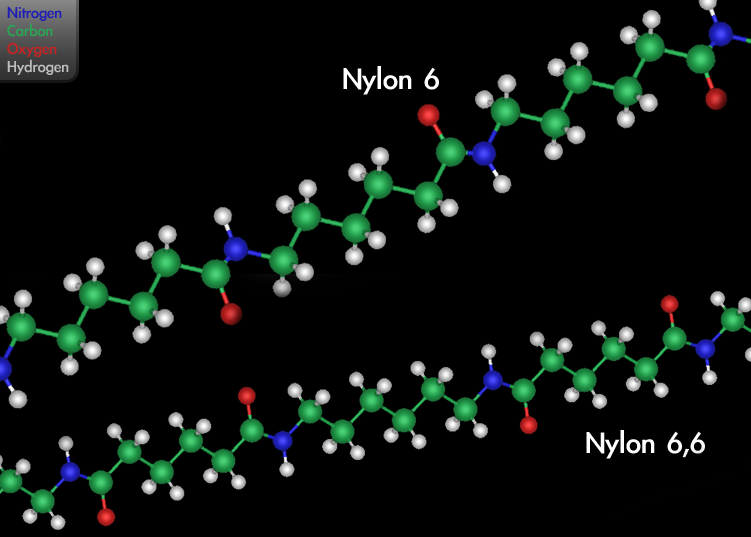
Struktura Nylonu 6 a Nylonu 66

Nylon bylo původně obchodní označení polyamidu 6.6, které zavedla firma DuPont ve 30. letech 20. století.
Později se začala jako nylon často označovat celá skupina syntetických polymerů, termoplastů. Základní řetězec těchto polymerů je tvořen peptidickými vazbami, proto jsou také často označovány jako polyamidy. Nylon je první syntetický polymer a první syntetické vlákno, které bylo vyrobeno přímo z uhlí, vody a vzduchu a které mělo komerční úspěch.
Protože označení nylon není právně chráněné, používají je výrobci v obchodním styku nejen pro původní skupinu polyamidů 6.6, ale pro všechny druhy polyamidových vláken.

## Historie

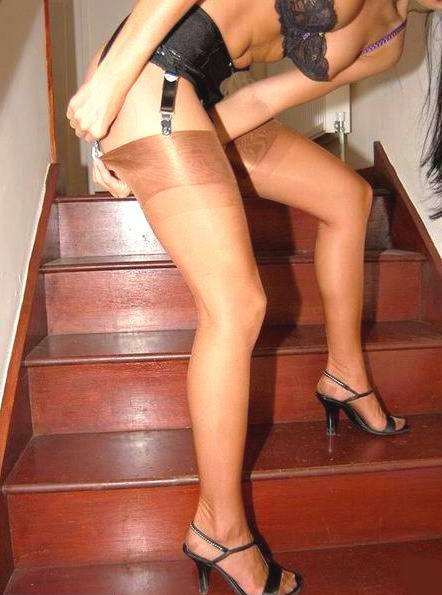
Nylonky – luxusní zboží 40. let 20. století

V roce 1930 objevili v laboratoři firmy DuPont v USA polymer, který se nechal protahovat na vlákno, měl však nízký bod tání. Doktor Wallace Hume Carothers, předák v laboratoři, pak provedl pokusy s asi 100 amidovými sloučeninami, z nichž jedna – polyamid 6.6 – měla vyhovující hodnoty (např. teplotu tání cca 260 °C) a tu si v únoru 1935 nechal u firmy DuPont patentovat. K původu pojmenování vynálezu na nylon se najdou v literatuře různé verze (asi nejčastější je, že se jedná o zkrácení anglického výrazu New York London, tedy česky New York Londýn, další verze je akronym z Now You Look, Old Nipponese! vztahující se k tehdejší válce mezi Japonskem a USA), jisté je jen, že nylon není patentován jako obchodní značka. V anglosaských zemích se označení nylon začalo používat jako souhrnný pojem pro lineární alifatické polyamidy.
Nylonové vlákno se nejdřív (od roku 1938) používalo na štětiny kartáčů a podobné předměty. Prvních 5 milionů nylonových punčoch bylo v květnu 1940 během několika hodin rozprodáno a nylonky se rázem staly synonymem pro vysoce kvalitní a praktické punčochové výrobky.

### Konkurenční textilní vlákna
S výrobou evropského a asijského „nylonu“ se začalo o 5–10 let později a sice pod jiným označením a většinou z jiné výchozí sloučeniny než DuPontův polyamid. Například německý perlon (1943) nebo český silon (1947) a nejméně deset dalších jsou vyrobeny z kaprolaktamu jako polyamid 6 na rozdíl od nylonu (polyamid 66 z AH soli).

### Další vývoj
- V padesátých letech byla vyvinuta nylonová vlákna na pneumatikové a řemenové kordy a speciální staplové vlákno na koberce.
- V roce 1960 byla zavedena výroba tzv. kontinuálně objemných tvarovaných filamentů (BCF), ze kterých se dnes vyrábí více než polovina textilních podlahových krytin.
- V šedesátých letech přišly aramidy (nomex, kevlar), které také vychází z polyamidového základu,[4] začátkem 70. let mimořádně odolná pryskyřice (zytel) a v 80. letech filament z polyamidu 6.6 na punčochy o jemnosti 10 denier.
- Světová výroba polyamidových vláken zůstala přes všechny technické inovace v roce 2014 pod úrovní 4 milionů tun z roku 1990. Nylon byl co do množství už dávno předstižen polyesterem (univerzálnější použití v textilním sektoru) a později i propylenem (podstatně levnější výroba).[5]

Výrobní náklady jsou u polyamidů dvojnásobné oproti polyesteru a u polyamidů nejsou definitivně vyřešeny ekologické problémy s oxidem dusným, který při výrobě uniká do ovzduší.

## Vlastnosti
K přirovnání:
| Vlastnost                | Polyamid 6.6 (nylon) | Polyamid 6 (silon) | Bavlna (27/28 mm) |
| Pevnost v tahu (cN/dtex) | max. 5,2             | max. 5,5           | max. 3,2          |
| Pevnost za mokra (%)     | 85–90                | 85–90              | 100–110           |
| Tažnost (%)              | max. 31              | max. 24            | max. 10           |
| Teplota tání (°C)        | 250                  | 215                | 400–450 (hoří)    |

Polyamidy mají dobrou afinitu k barvivům, malou stálost na světle a k povětrnostním vlivům a sklon k vzniku statického náboje.

## Použití

### Textilní výrobky
- Koberce a podlahové krytiny
- punčochové zboží, sportovní oděvy
- padáky, sítě, výplet tenisových raket
- rybářské šňůry, provazy, lana, slackline
- Aramidy: kordy na pneumatiky a hnací řemeny, vrstvené pojivo na stavbu lodí, letadel a raket, náhrada azbestu u technických výrobků všeho druhu
- voděodolné přikrývky, obal na sedací pytle

### Kompaktní polyamidy
- značky: akulan, zytel, technyl aj.
- použití na ozubená kola, třecí ložiska, zdrhovadla, airbagy, péřové míčky a desítky jiných[7]

### Nádobí
Nejčastěji se z nylonu vyrábějí lžíce, naběračky, obracečky, šťouchadla na brambory a podobně. Nádobí bývá obvykle černé barvy, ale vyskytuje se i v modré nebo v jiných barvách. Z hlediska zdraví představují problém tzv. primární aromatické aminy (PAA), které se z nylonového nádobí mohou uvolňovat, například anilín nebo 4,4-diaminodifenylmetan.